# Truffatori in erba
Truffatori in erba (Gringo) è un film del 2018 diretto da Nash Edgerton, con protagonisti David Oyelowo, Charlize Theron, Joel Edgerton, Amanda Seyfried, Thandie Newton e Sharlto Copley.

## Trama
Un impiegato di una grande azienda americana si reca in Messico per concludere affari e firmare contratti in merito a delle pillole. Mentre si trova nel paese verrà rapito perché scambiato per il proprietario dell'azienda farmaceutica. All'inizio era ciò a cui ambiva perché voleva vendicarsi del suo capo che intanto ha intrecciato una relazione con sua moglie in più è venuto a conoscenza dell'estromissione del progetto di lavoro.

## Produzione
Le riprese del film sono iniziate il 7 marzo 2016.

## Promozione
Il primo trailer del film viene diffuso il 20 dicembre 2017.

## Distribuzione
La pellicola è stata distribuita nelle sale cinematografiche statunitensi a partire dal 9 marzo 2018.